# 堤輝長
堤 輝長（つつみ てるなが）は、江戸時代の公家。堤家2代目当主。

## 生涯
甘露寺時長の弟である中川貞長の子として生まれる。延宝6年（1678年）12月26日に叙爵を受けて従五位下となり、12月28日に元服・昇殿し、家名を「中川」から「堤」に改め、太宰少弐となる。
天和元年（1681年）10月13日に右衛門権佐となる。天和3年（1683年）12月28日に従五位上、貞享3年（1686年）1月7日に正五位下、元禄3年（1690年）1月5日に正四位下となった。
元禄4年（1691年）8月20日、死去。享年39。

## 系譜
- 曾祖父：正親町三条公仲
- 祖父：中川貞秀
- 父親：中川貞長
- 正室：権中納言・水無瀬氏信の娘。
  - 息子：堤為任
  - 娘：坊城俊清室